# Canton de Metzervisse
Le canton de Metzervisse est une circonscription électorale française située dans le département de la Moselle et la région Grand Est.

## Géographie
Ce canton est organisé autour de Metzervisse dans l'arrondissement de Thionville. Son altitude varie de 148 m (Kœnigsmacker) à 350 m (Kemplich).

## Histoire
Le canton était situé dans l'arrondissement de Thionville-Est jusqu'au 31 décembre 2014.
Par décret du 18 février 2014, le nombre de cantons du département est divisé par deux, avec mise en application aux élections départementales de mars 2015. La composition du canton de Metzervisse reste inchangée, mais le canton n'est plus une division administrative.

## Représentation

### Conseillers généraux de 1833 à 2015
| Période      | Période      | Identité                            | Étiquette   | Qualité                                                                              |
| ------------ | ------------ | ----------------------------------- | ----------- | ------------------------------------------------------------------------------------ |
| 1833         | 1840         | Nicolas Pierre Pion                 |             | Ancien officier de cavalerie Propriétaire à Guénange                                 |
| 1840         | 1848         | Comte Louis Marie Vogt d'Hunolstein | Droite      | Propriétaire à Hombourg Député (1836-1848, 1849-1851)                                |
| 1848         | 1852         | Jean Nicolas Charles Franck         |             | Notaire à Metzervisse                                                                |
| 1852         | 1861         | Louis Marie Vogt d'Hunolstein       | Droite      | Propriétaire à Hombourg Député (1836-1848, 1849-1851)                                |
| 1861         | 1871         | Jean Nicolas Charles Franck         |             | Notaire, maire de Metzervisse                                                        |
| 1871         | 1919         | Annexion allemande                  |             |                                                                                      |
| 1919         | 1928         | Edmond Nicolas                      | URL         | Propriétaire - Maire de Rurange                                                      |
| 1928         | 1940         | Nicolas Bémer                       | URD         | Cultivateur - Maire de Metzervisse                                                   |
| 1940         | 1944         | Annexion allemande                  |             |                                                                                      |
| 1945         | 1956 (décès) | Alphonse Glad                       | DVD-MRP     | Médecin à Kédange-sur-Canner, ancien conseiller d'arrondissement                     |
| 18 mars 1956 | 1970         | Nicolas Kraemer                     | MRP puis CD | Maire de Kuntzig                                                                     |
| 1970         | 1976         | Robert Schmitt                      | RI          | Pharmacien - Sénateur (1965-1983) Adjoint au Maire de Basse-Yutz Conseiller régional |
| 1976         | 1982         | Jean-Marie Aubron                   | PS          | Ancien métallurgiste Maire de Guénange depuis 1977                                   |
| 1982         | 1988         | François Putz (1915-1994)           | UDF         | Maire de Distroff (1959-1989)                                                        |
| 1988         | 2008         | Jean-Marie Aubron                   | PS          | Ancien ouvrier métallurgiste, député (1997-2002) Maire de Guénange (1977-1997)       |
| 2008         | 2015         | Jean-Pierre La Vaullée              | PS          | Ancien employé aux ateliers centraux d'Hayange Maire de Guénange (1997-2020)         |

### Conseillers d'arrondissement (de 1833 à 1940)
Le canton de Metzervisse avait deux conseillers d'arrondissement.
| Période                                  | Période      | Identité                     | Étiquette     | Qualité |
| ---------------------------------------- | ------------ | ---------------------------- | ------------- | --- |
| 1833                                     |              | François Dimoff              |               | Propriétaire, maire de Koenigsmacker                                                                        |
| 1833                                     | 1852         | M. Franck                    |               | Notaire, maire de Metzervisse                                                                               |
|                                          |              |                              |               | |
| 1842                                     |              | M. Schneider                 |               | Juge de paix                                                                                                |
|                                          |              |                              |               | |
| 1919                                     | 1940         | Ferdinand Maritus            | Front lorrain | Agriculteur, maire de Distroff, Président du Conseil d'arrondissement                                       |
| 1919                                     | 1924 (décès) | Jean Schwartz                |               | Propriétaire à Metzervisse, fabricant de chaux à Distroff                                                   |
| 1924                                     | 1936 (décès) | François Cridlig (1875-1936) |               | Propriétaire, maire de Metzeresche                                                                          |
| 1936                                     | 1937         | Emile Ledure                 |               | Agriculteur à Metzeresche                                                                                   |
| 1937                                     | 1940         | Alphonse Glad (1892-1956)    | Front lorrain | Médecin, maire de Kédange                                                                                   |
| 1940                                     |              |                              |               | Les conseils d'arrondissement ont été suspendus par la loi du 12 octobre 1940 et n'ont jamais été réactivés |
| Les données manquantes sont à compléter. |              |                              |               | |

### Conseillers départementaux à partir de 2015
| Période élective | Période élective | Mandat | Mandat   | Identité       | Nuance | Nuance | Qualité |
| ---------------- | ---------------- | ------ | -------- | -------------- | ------ | ------ | --- |
| 2015             | 2021             | 2015   | 2021     | Isabelle Rauch |        | LREM   | Consultante Ancienne conseillère générale du Canton de Thionville-Est (2008-2015) Vice-présidente du département, conseillère municipale de Thionville Députée LREM depuis 2017 |
| 2015             | 2021             | 2015   | 2021     | Pierre Zenner  |        | UDI    | Retraité Maire de Kœnigsmacker |
| 2021             | 2028             | 2021   | en cours | Pierre Tacconi |        | MR     | Ingénieur Maire de Guénange |
| 2021             | 2028             | 2021   | en cours | Magaly Tonin   |        | LR     | Éleveuse de chevaux Conseillère municipale de Kœnigsmacker |

### Résultats détaillés

#### Élections de mars 2015
À l'issue du 1er tour des élections départementales de 2015, deux binômes sont en ballottage : Jean-Marc Bertram et Jeanine Contou (FN, 34,72 %) et Isabelle Rauch et Pierre Zenner (UDI, 28,16 %). Le taux de participation est de 44,33 % (12 603 votants sur 28 429 inscrits) contre 44,87 % au niveau départemental et 50,17 % au niveau national.
Au second tour, Isabelle Rauch et Pierre Zenner (UDI) sont élus avec 61,11 % des suffrages exprimés et un taux de participation de 43,86 % (6 952 voix pour 12 471 votants et 28 432 inscrits).
Isabelle Rauch, élue comme UDI en 2015, est adhérente de LREM depuis 2017.

#### Élections de juin 2021
Le premier tour des élections départementales de 2021 est marqué par un très faible taux de participation (33,26 % au niveau national). Dans le canton de Metzervisse, ce taux de participation est de 25,63 % (7 573 votants sur 29 547 inscrits) contre 26,75 % au niveau départemental. À l'issue de ce premier tour, deux binômes sont en ballottage : Pierre Tacconi et Magaly Tonin (Union à droite, 38,97 %) et Isabelle Cornette et Pierre Heine (DVD, 37,34 %).
Le second tour des élections est marqué une nouvelle fois par une abstention massive équivalente au premier tour. Les taux de participation sont de 34,36 % au niveau national, 27,16 % dans le département et 27,33 % dans le canton de Metzervisse. Pierre Tacconi et Magaly Tonin (Union à droite) sont élus avec 53,36 % des suffrages exprimés (3 971 voix pour 8 075 votants et 29 551 inscrits),,.

## Composition

Situation du canton de Metzervisse dans l'Arrondissement de Thionville-Est avant 2015.

Depuis sa création, le canton de Metzervisse regroupe 27 communes.
| Nom                                 | Code Insee | Intercommunalité               | Superficie (km2) | Population (dernière pop. légale) | Densité (hab./km2) | Modifier                                    |
| ----------------------------------- | ---------- | ------------------------------ | ---------------- | --------------------------------- | ------------------ | ------------------------------------------- |
| Metzervisse (bureau centralisateur) | 57465      | CC de l'Arc mosellan           | 8,99             | 2 276 (2022)                      | 253                | modifier les données · modifier les données |
| Aboncourt                           | 57001      | CC de l'Arc mosellan           | 5,90             | 318 (2022)                        | 54                 | modifier les données · modifier les données |
| Basse-Ham                           | 57287      | CA Portes de France-Thionville | 10,05            | 2 318 (2022)                      | 231                | modifier les données · modifier les données |
| Bertrange                           | 57067      | CC de l'Arc mosellan           | 6,82             | 2 900 (2022)                      | 425                | modifier les données · modifier les données |
| Bettelainville                      | 57072      | CC de l'Arc mosellan           | 13,71            | 624 (2022)                        | 46                 | modifier les données · modifier les données |
| Bousse                              | 57102      | CC de l'Arc mosellan           | 8,81             | 3 254 (2022)                      | 369                | modifier les données · modifier les données |
| Buding                              | 57117      | CC de l'Arc mosellan           | 6,36             | 567 (2022)                        | 89                 | modifier les données · modifier les données |
| Budling                             | 57118      | CC de l'Arc mosellan           | 5,73             | 160 (2022)                        | 28                 | modifier les données · modifier les données |
| Distroff                            | 57179      | CC de l'Arc mosellan           | 7,93             | 1 853 (2022)                      | 234                | modifier les données · modifier les données |
| Elzange                             | 57191      | CC de l'Arc mosellan           | 4,01             | 672 (2022)                        | 168                | modifier les données · modifier les données |
| Guénange                            | 57269      | CC de l'Arc mosellan           | 8,35             | 7 922 (2022)                      | 949                | modifier les données · modifier les données |
| Hombourg-Budange                    | 57331      | CC de l'Arc mosellan           | 15,44            | 544 (2022)                        | 35                 | modifier les données · modifier les données |
| Inglange                            | 57345      | CC de l'Arc mosellan           | 5,72             | 395 (2022)                        | 69                 | modifier les données · modifier les données |
| Kédange-sur-Canner                  | 57358      | CC de l'Arc mosellan           | 3,91             | 1 060 (2022)                      | 271                | modifier les données · modifier les données |
| Kemplich                            | 57359      | CC de l'Arc mosellan           | 5,54             | 177 (2022)                        | 32                 | modifier les données · modifier les données |
| Klang                               | 57367      | CC de l'Arc mosellan           | 4,19             | 213 (2022)                        | 51                 | modifier les données · modifier les données |
| Kœnigsmacker                        | 57370      | CC de l'Arc mosellan           | 18,40            | 2 242 (2022)                      | 122                | modifier les données · modifier les données |
| Kuntzig                             | 57372      | CA Portes de France-Thionville | 4,51             | 1 365 (2022)                      | 303                | modifier les données · modifier les données |
| Luttange                            | 57426      | CC de l'Arc mosellan           | 12,83            | 955 (2022)                        | 74                 | modifier les données · modifier les données |
| Metzeresche                         | 57464      | CC de l'Arc mosellan           | 9,56             | 988 (2022)                        | 103                | modifier les données · modifier les données |
| Monneren                            | 57476      | CC de l'Arc mosellan           | 11,06            | 401 (2022)                        | 36                 | modifier les données · modifier les données |
| Oudrenne                            | 57531      | CC de l'Arc mosellan           | 20,38            | 730 (2022)                        | 36                 | modifier les données · modifier les données |
| Rurange-lès-Thionville              | 57602      | CC de l'Arc mosellan           | 8,87             | 2 349 (2022)                      | 265                | modifier les données · modifier les données |
| Stuckange                           | 57767      | CC de l'Arc mosellan           | 4,44             | 1 455 (2022)                      | 328                | modifier les données · modifier les données |
| Valmestroff                         | 57689      | CC de l'Arc mosellan           | 3,78             | 352 (2022)                        | 93                 | modifier les données · modifier les données |
| Veckring                            | 57704      | CC de l'Arc mosellan           | 6,65             | 651 (2022)                        | 98                 | modifier les données · modifier les données |
| Volstroff                           | 57733      | CC de l'Arc mosellan           | 12,22            | 2 074 (2022)                      | 170                | modifier les données · modifier les données |
| Canton de Metzervisse               | 5714       |                                | 234,16           | 38 815 (2022)                     | 166                | modifier les données                        |

## Démographie

### Démographie avant 2015
| 1962   | 1968   | 1975   | 1982   | 1990   | 1999   | 2006   | 2011   | 2012   |
| ------ | ------ | ------ | ------ | ------ | ------ | ------ | ------ | ------ |
| 23 949 | 26 872 | 28 637 | 30 088 | 29 856 | 30 421 | 32 723 | 35 449 | 35 972 |

### Démographie depuis 2015
En 2022, le canton comptait 38 815 habitants, en évolution de +3,89 % par rapport à 2016 (Moselle : +0,52 %, France hors Mayotte : +2,11 %).
| 2013   | 2018   | 2022   |
| ------ | ------ | ------ |
| 36 259 | 37 650 | 38 815 |